# The Electric Spanking of War Babies

The Electric Spanking of War Babies est le treizième album de Funkadelic sorti chez Warner Bros en 1981, remastérisé en 2002 chez Priority Records.

## Liste des morceaux
1. Electric spanking of war babies
2. Electro-cuties
3. Funk gets stronger (part1)
4. Brettino's bounce
5. Funk gets stronger - She loves you (part 2)
6. Shockwaves
7. Oh I
8. Icka prick